# Musculi interspinales
De musculi interspinales of tussendoornsspieren zijn korte spieren tussen de naburige doornuitsteeksels (processus spinosi) van de wervels van de wervelkolom. Deze spieren hebben als functie het strekken van de wervelkolom.
Zij worden vaak onderverdeeld in drie groepen (lenden-, borst- en halsdeel):
- Musculi interspinales lumborum
- Musculi interspinales thoracis
- Musculi interspinales cervicis